# Nishi (volk)

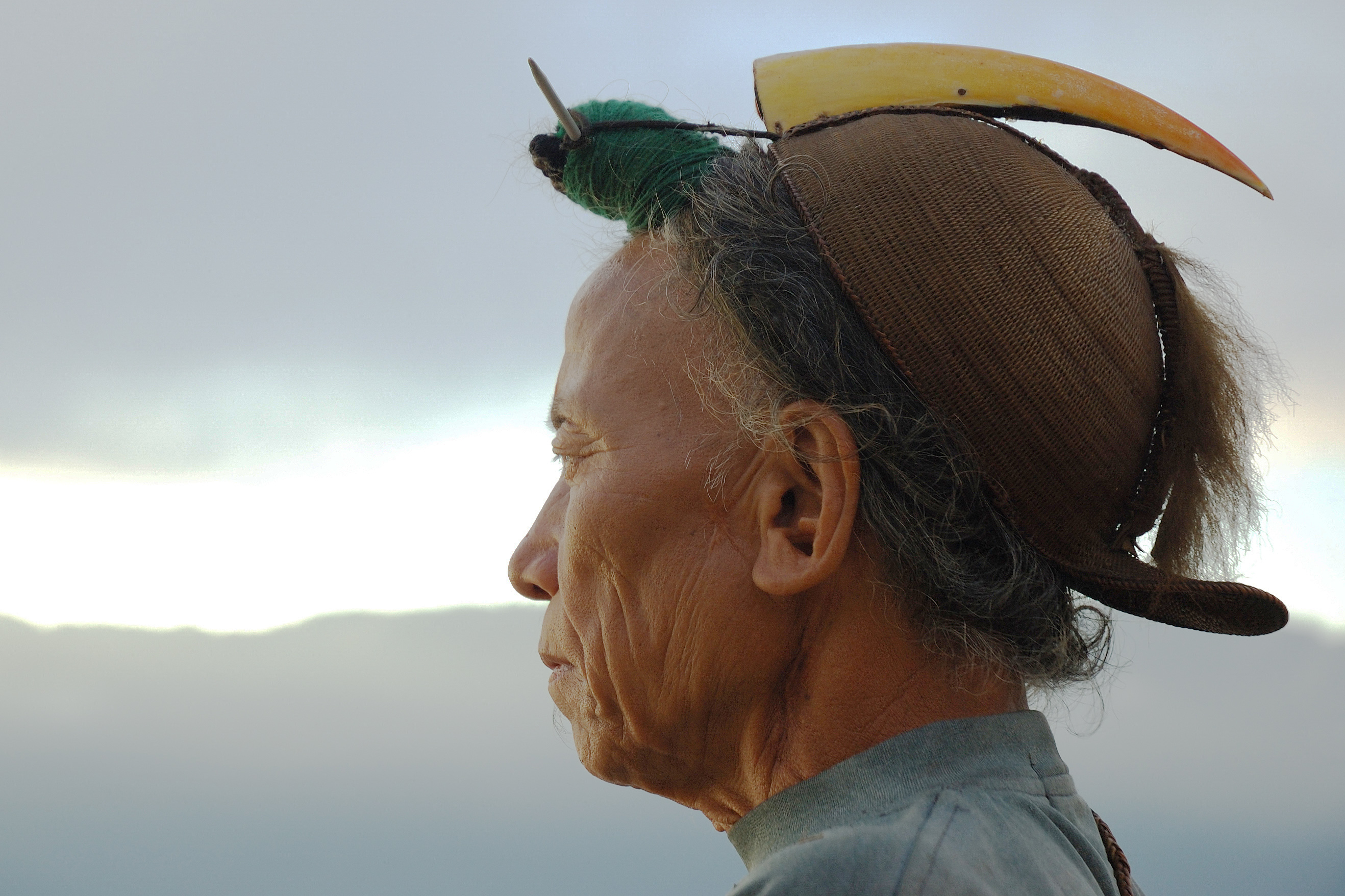
Nishiman met traditionele hoofdtooi

De Nishi is een volksstam die voornamelijk leeft in de Indiase deelstaat Arunachal Pradesh, in de districten Papumpare, Oost-Kameng, Lower Subansiri, Kurung Kumey alsook in delen van Upper Subansiri en Lakhimpur en Darrang van de deelstaat Assam.
Met een bevolkingsaantal van 120.000 (2001) is het de op een na grootste stam in de regio, na de gecombineerde stam van de Adi en de Galongs. De Nishi-taal behoort tot de Tibeto-Birmaanse talen. De ontstaansgeschiedenis van deze taal is onduidelijk.
Nishi vermijden gemengde huwelijken met andere stammen. Polygynie is gebruikelijk. Dit staat voor sociale status en economische stabiliteit. Bovendien is het van belang in stammenoorlogen. Nishi doen aan afstammingsbepaling volgens een systeem van patrilineariteit.